# Gut Hemerten
Gut Hemerten ist ein Ortsteil der Gemeinde Münster im Landkreis Donau-Ries in Bayern. Es liegt an der östlichen Abbruchkante des Lechtals. Die beiden Schlösser des Gutes stehen unter Denkmalschutz, ebenso das Gutsverwalterhaus.

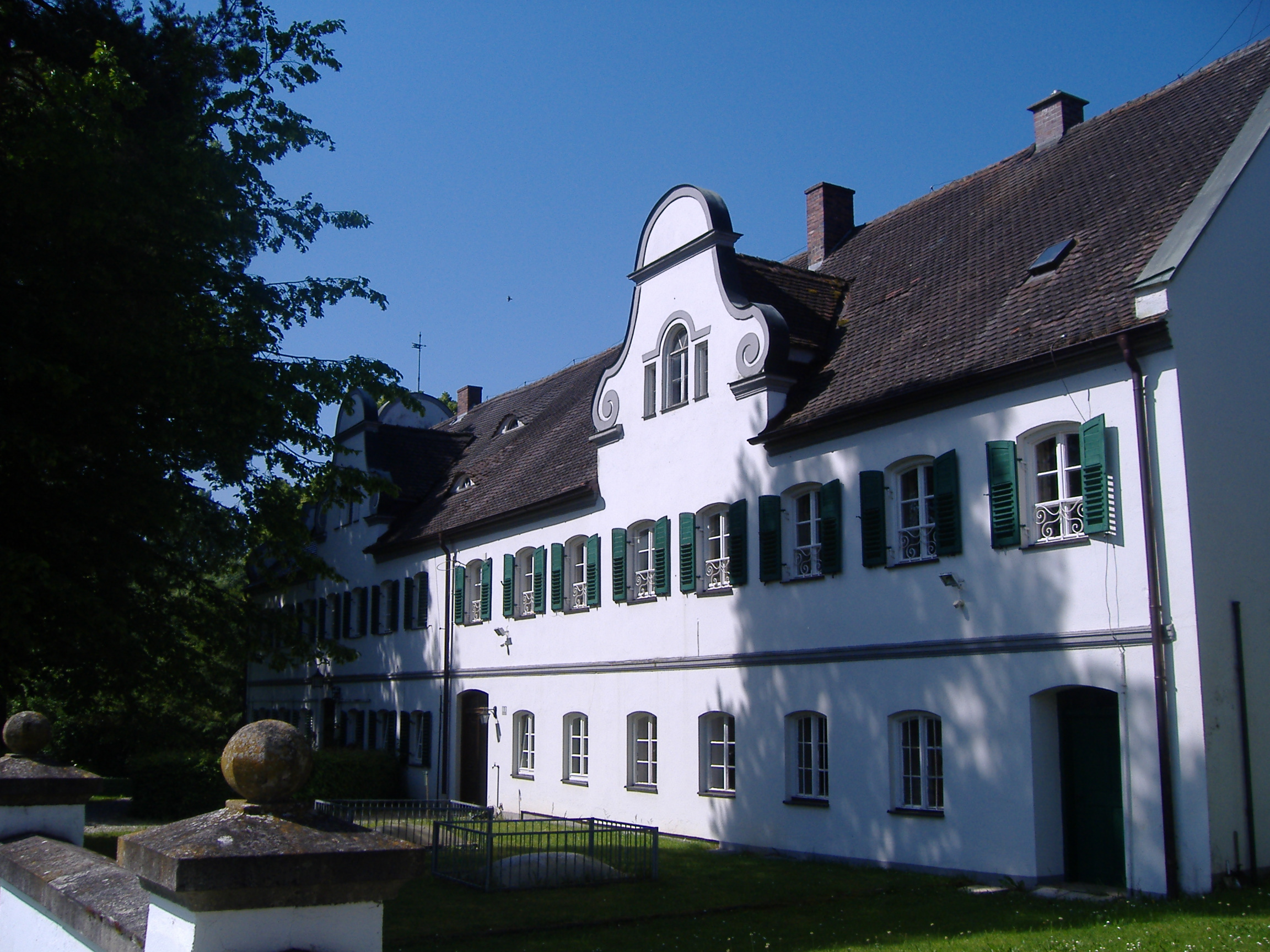
Altes Schloss

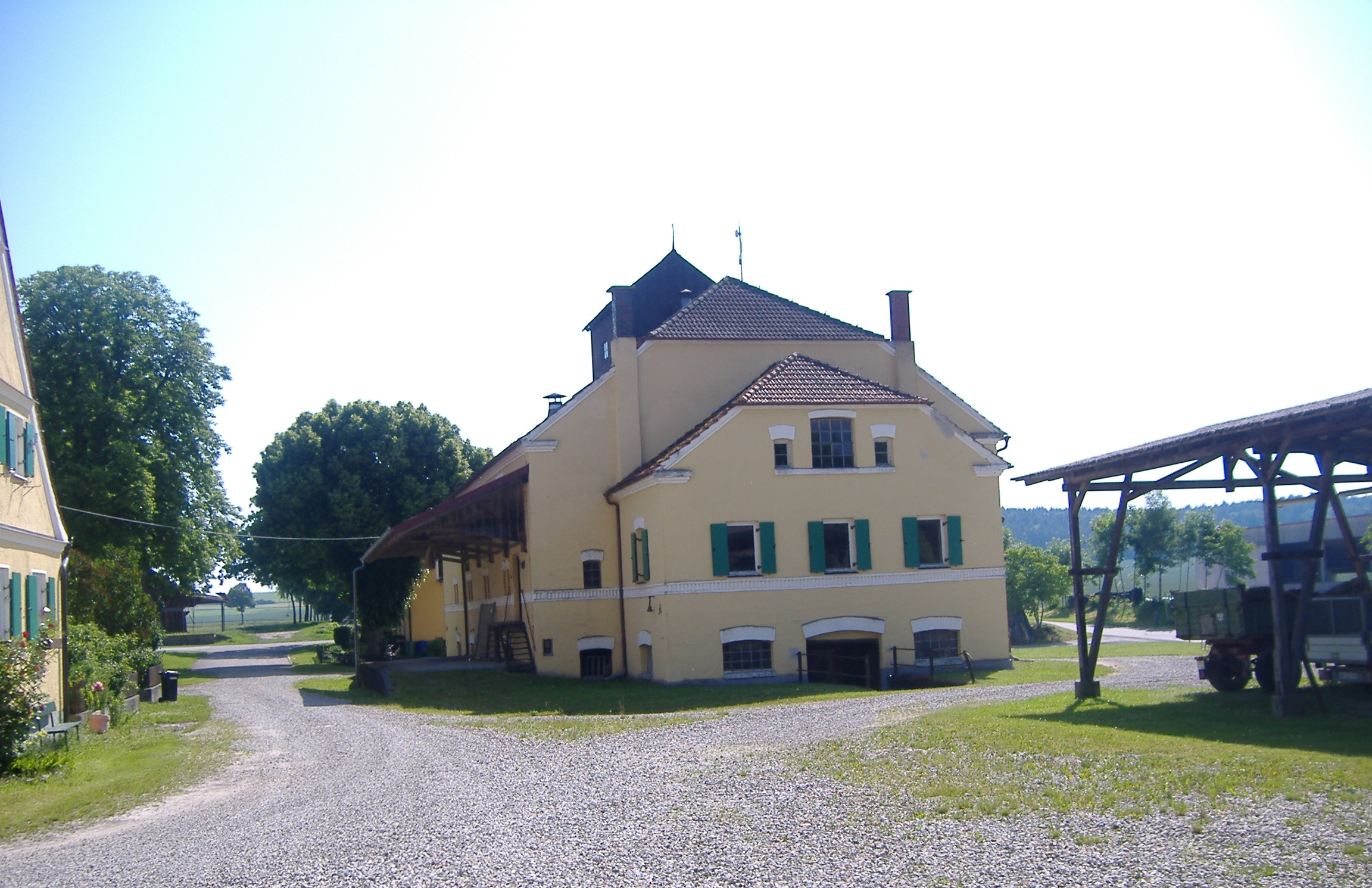
Detailansicht vom Gut Hemerten

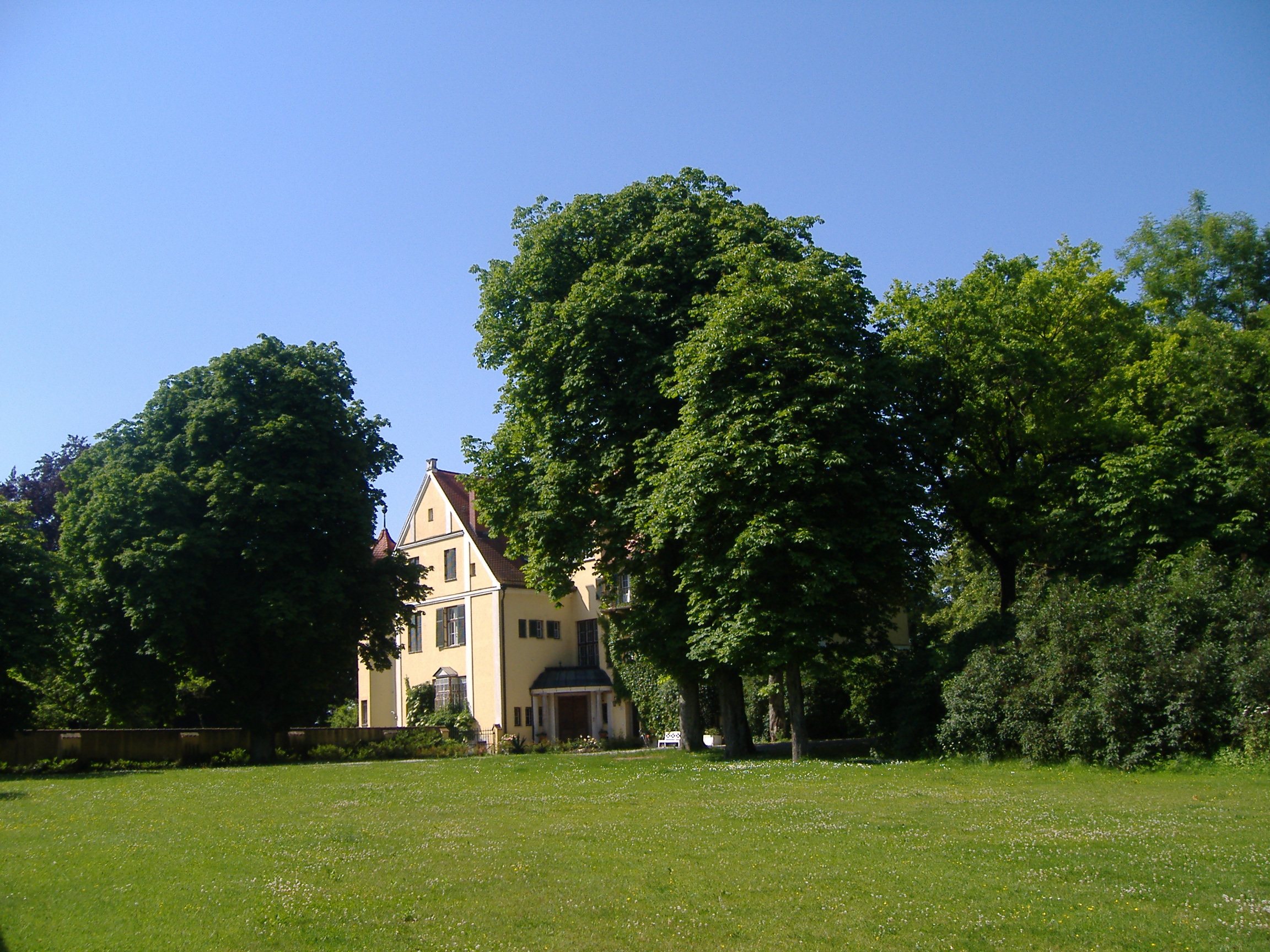
Neues Schloss mit Haupteingang

## Geschichte
Im Jahre 1861 erwarb der aus Frankfurt stammende Mennonit Otto Petsch in dem Weiler Hemerten alle vier Anwesen, nämlich „Wastlbauer“, „Heinrichbauer“, „Schäfer“ und die Mühle; in der Güterkonskription von 1752 war als fünftes Anwesen der „Hirt“ genannt. Dort gründete er zusammen mit weiteren Glaubensbrüdern eine Musterlandwirtschaft. 1893 erwarb Markus Paul Maximilian von Schnurbein das Gut, das bis in die Gegenwart im Familienbesitz ist.

### Altes Schloss
Das sogenannte Alte Schloss, das aus dem Umbau des einstigen zweigeschossigen Herrenhauses des Otto Petsch entstand, besteht aus zwei Zwerchgiebeln und einem Neubarockgiebel. Der südliche Teil des Schlosses wurde 1856, der nördliche 1886 auf den Grundmauern einer eingeschossigen Stallung errichtet. Als Vorbild für den Umbau soll Schloss Scherneck gedient haben.

### Neues Schloss
Das sogenannte Neue Schloss, ein dreigeschossiger Bau mit drei Ecktürmen, wurde 1908/09 von Ernst Robert Fiechter erbaut. Es ist von einem ummauerten Park mit Eckpavillon umgeben:

„Die geschwungene, gekieste Auffahrt durch den ummauerten Park mit alten Baumsolitären führt den Besucher zu der zwei- bis dreigeschossigen Baugruppe mit Querbau und Ecktürmen. Hier angekommen lädt ihn eine Säulenportikus zum Eintritt in die zweigeschossige, holzgetäfelte Halle ein. Von dort gelangt er in die Wohnräume im Erdgeschoss oder über die große Treppe in den Saal im Obergeschoss. Herrschen im Außenbau traditionsgebundene Gestaltungselemente und Details vor, überrascht im Inneren die elegante Ausstattung im frühen Art déco … Einzelheiten wie die polygonalen Eckerker, die strenge Putzgliederung und die Schwalbenschwanzzinnen auf den Dachfirsten haben ihre Vorbilder im Formenrepertoire der deutschen Renaissance.“

Ursprünglich war das Neue Schloss als Sommerresidenz gedacht. Als im Februar 1944 der Augsburger Stadtpalais der Schnurbeins durch Bomben zerstört wurde, bewohnte die Familie das Neue Schloss dauerhaft.
Die beiden Schlösser, die in den 1980er Jahren aufwändig restauriert wurden und sich im Besitz der freiherrlichen Familie Schnurbein befinden, sind nicht der Öffentlichkeit zugänglich.
Das Gutsverwalterhaus ist mit Satteldach und einer einfachen Giebelgliederung versehen.